# Rally de Azores de 2009
El Rally de Azores de 2009 fue la 44.ª edición y la cuarta ronda de la temporada 2009 del Intercontinental Rally Challenge. Se celebró entre el 7 y el 9 de mayo.

## Itinerario y ganadores
| Día            | Tramo | Hora  | Nombre                      | Distancia | Ganador          | Tiempo  | Líder rally |
| -------------- | ----- | ----- | --------------------------- | --------- | ---------------- | ------- | ----------- |
| Día 1 (7 mayo) | SS1   | 18:20 | SSS Grupo Marques 1         | 1,70 km   | Freddy Loix      | 1:45.0  | Freddy Loix |
| Día 2 (8 mayo) | SS2   | 10:12 | Feteiras 1                  | 7,47 km   | Juho Hänninen    | 5:49.7  | Kris Meeke  |
| Día 2 (8 mayo) | SS3   | 10:37 | S. Cidades 1                | 14,64 km  | Kris Meeke       | 10:18.5 | Kris Meeke  |
| Día 2 (8 mayo) | SS4   | 11:16 | Pinhal da Paz 1             | 13,82 km  | Kris Meeke       | 10:03.4 | Kris Meeke  |
| Día 2 (8 mayo) | SS5   | 13:05 | Marques 1                   | 13,50 km  | Jan Kopecký      | 8:21.3  | Kris Meeke  |
| Día 2 (8 mayo) | SS6   | 13:45 | Coroa da Mata 1             | 7,36 km   | Freddy Loix      | 6:25.1  | Kris Meeke  |
| Día 2 (8 mayo) | SS7   | 14:24 | L. Maia / Achada Das Furnas | 18,20 km  | Kris Meeke       | 11:49.4 | Kris Meeke  |
| Día 2 (8 mayo) | SS8   | 17:15 | Feteiras 2                  | 7,47 km   | Kris Meeke       | 5:43.1  | Kris Meeke  |
| Día 2 (8 mayo) | SS9   | 17:40 | S. Cidades 2                | 14,64 km  | Kris Meeke       | 10:12.3 | Kris Meeke  |
| Día 2 (8 mayo) | SS10  | 18:19 | Pinhal da Paz 2             | 13.82 km  | Kris Meeke       | 9:56.0  | Kris Meeke  |
| Día 3 (9 mayo) | SS11  | 09:22 | Ribeira Grande 1            | 7,24 km   | Kris Meeke       | 5:52.0  | Kris Meeke  |
| Día 3 (9 mayo) | SS12  | 10:17 | Graminhais 1                | 21,78 km  | Kris Meeke       | 16:50.9 | Kris Meeke  |
| Día 3 (9 mayo) | SS13  | 11:05 | Tronqueira 1                | 21,94 km  | Juho Hänninen    | 19:33.4 | Kris Meeke  |
| Día 3 (9 mayo) | SS14  | 13:37 | Marques 2                   | 13,50 km  | Juho Hänninen    | 8:27.9  | Kris Meeke  |
| Día 3 (9 mayo) | SS15  | 14:16 | Coroa da Mata 2             | 7,36 km   | Nicolas Vouilloz | 6:29.9  | Kris Meeke  |
| Día 3 (9 mayo) | SS16  | 14:52 | SSS Grupo Marques 2         | 1,70 km   | Juho Hänninen    | 1:51.0  | Kris Meeke  |
| Día 3 (9 mayo) | SS17  | 16:52 | Graminhais 2                | 21,78 km  | Kris Meeke       | 16:47.8 | Kris Meeke  |
| Día 3 (9 mayo) | SS18  | 17:40 | Tronqueira 2                | 21,95 km  | Cancelado        | -       | Kris Meeke  |

## Clasificación final
| Pos. | Piloto                | Copiloto          | Automóvil                | Tiempo    | Diferencia | Puntos |
| ---- | --------------------- | ----------------- | ------------------------ | --------- | ---------- | ------ |
| 1.   | Kris Meeke            | Paul Nagle        | Peugeot 207 S2000        | 2:36:48.3 | 0.0        | 10     |
| 2.   | Jan Kopecký           | Petr Starý        | Škoda Fabia S2000        | 2:37:41.4 | +53.1      | 8      |
| 3.   | Nicolas Vouilloz      | Nicolas Klinger   | Peugeot 207 S2000        | 2:37:53.1 | +1:04.8    | 6      |
| 4.   | Freddy Loix           | Frédéric Miclotte | Peugeot 207 S2000        | 2:39:03.5 | +2:15.2    | 5      |
| 5.   | Fernando Peres        | Pedro José Silva  | Mitsubishi Lancer Evo IX | 2:41:33.5 | +4:45.2    | 4      |
| 6.   | Franz Wittmann junior | Bernhard Ettel    | Mitsubishi Lancer Evo IX | 2:42:21.5 | +5:33.2    | 3      |
| 7.   | Conrad Rautenbach     | Daniel Barritt    | Peugeot 207 S2000        | 2:42:24.1 | +5:35.8    | 2      |
| 8.   | Ricardo Moura         | Sancho Eiró       | Mitsubishi Lancer Evo IX | 2:42:29.6 | +5:41.3    | 1      |

| Predecesor: Safari 2009 | IRC 2009 | Sucesor: Ypres 2009 |